# Passeio Público (Curitiba)
O Passeio Público é o parque mais antigo do município de Curitiba, capital do estado brasileiro do Paraná. Inaugurado em 1886, está localizado no Centro da cidade.

## História

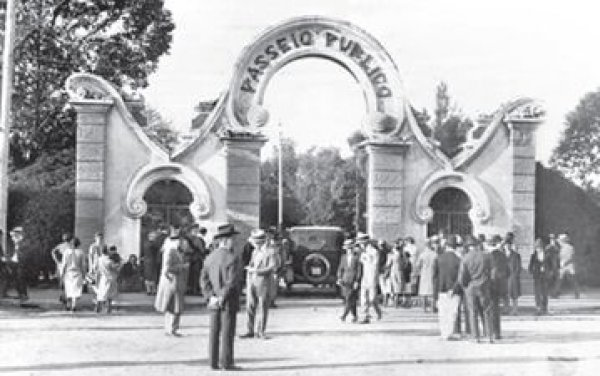
Passeio Público de Curitiba e o seu portão (réplica do Le Cimetière Asnières). Foto de 1930

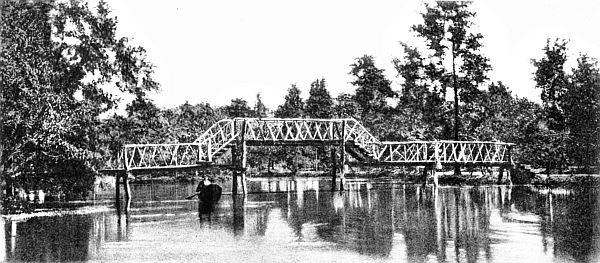
Passeio Público, espaço de lazer dos curitibanos desde o século XIX

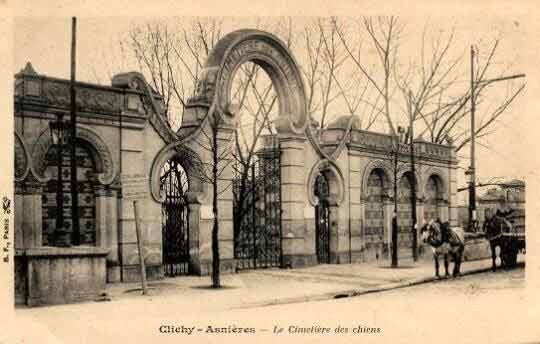
Portão francês que originou os portões do Passeio Público em Curitiba

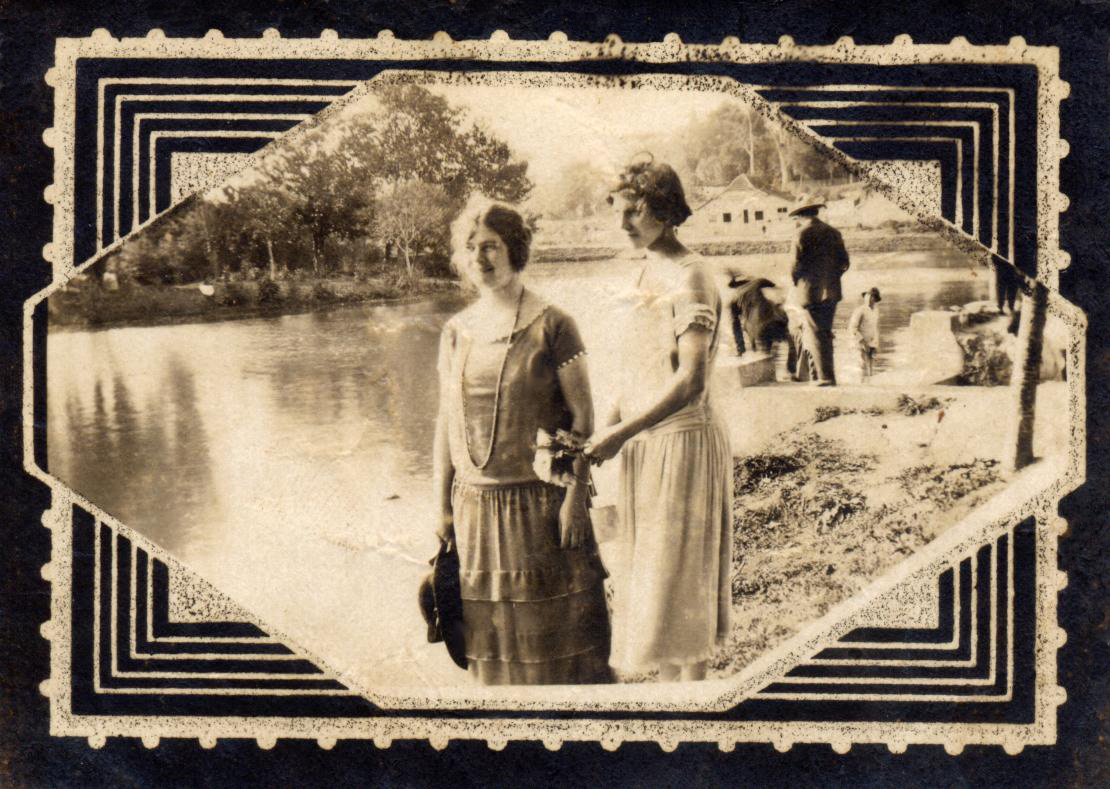
Às margens do lago no Passeio Público, espaço de lazer curitibano. Foto de 1923

O Passeio Público de Curitiba foi uma iniciativa do presidente da província, o carioca Alfredo d'Escragnolle Taunay, para sanar os problemas do terreno, que era um banhado. Para que a obra fosse iniciada, dois baluartes e moradores da região deram uma grande contribuição na empreitada, pois a verba municipal destinada ao projeto, sempre discutida pelos vereadores, nunca era efetivamente disponibilizada, assim, Ildefonso Pereira Correia, o Barão do Serro Azul, e Francisco Fasce Fontana, empresários ervateiros, abraçaram a causa. Francisco Fontana, além de doar o terreno, foi o primeiro administrador do "Passeio".
O Rio Belém, que cortava a região, foi saneado com obras de engenharia, transformando-se em um plácido lago que recebeu algumas canoas para o lazer dos curitibanos. 
A obra foi adiantada para que a inauguração do parque ocorresse ainda no mandato de Taunay. Em 2 de maio de 1886 a população da capital ganhou o seu primeiro parque público. A Gazeta Paranaense, de Romário Martins, na edição do dia, pormenorizou o que representou a inauguração do Passeio Público para o povo da cidade. No dia seguinte o presidente Taunay entregou o cargo e seu sucessor, Joaquim Faria Sobrinho, arcou com as despesas para finalizar e corrigir os defeitos decorrentes da pressa para a inauguração e, talvez até mesmo por vaidade, reinaugurou o local em 8 de agosto de 1886. O engenheiro responsável foi João Lazzarini, que lealmente iniciou e finalizou o projeto .
Na comemoração do 33° aniversário da província, em 19 de dezembro de 1886, foi instalada uma lâmpada elétrica no local, o primeiro no Paraná a ter o benefício deste tipo de iluminação para uso público. Era alimentada por uma pequena usina geradora. A eletrificação definitiva só veio dois anos mais tarde, quando a companhia de energia elétrica iniciou as operações.
Na década de 1910, portões foram construídos nas entradas do passeio, que seguiam as linhas arquitetônicas do portão do Cemitério dos Cães de Asnières, localizado a noroeste da cidade de Paris, na margem esquerda do Sena. A réplica curitibana foi idealizada pelo arquiteto alemão radicado em Curitiba, Frederico Kirchgässner. Esta obra foi tombada pelo Patrimônio Histórico e Artístico do Paraná no ano de 1974. 

## Estrutura
O Passeio Público ocupa 69.285 m² da área central de Curitiba e é considerado um dos mais importantes símbolos da capital paranaense, com uma grande área verde em pleno espaço urbano, espécies da fauna e flora nativas e algumas espécies estrangeiras, como sanhaço, garça branca, carvalho, jacarandá, canela, ipê-amarelo.
O parque é formado por diversos lagos e ilhotas, das quais se destaca a "Ilha da Ilusão", que foi sede, em 20 de agosto de 1911, da "coroação" de Emiliano Perneta como o "Príncipe dos Poetas Paranaenses".

## Parque infantil
Com a reinauguração do parquinho das crianças, em julho de 2010, foi instalada uma réplica metálica do "Balão Granada", com altura de 5,39 metros, que é uma referência ao balão que agitou o "Passeio" em 21 de maio de 1909, quando alçou voo de dentro do parque, sob o comando da espanhola Maria Aida. Após 34 minutos no ar e ao atingir a altura de 970 metros, o Granada terminou o seu percurso pendurado em uma das torres da então Igreja Matriz, hoje Catedral Basílica de Curitiba.

## Zoológico e Museu Botânico
O Passeio Público foi o primeiro zoológico da cidade e até meados da década de 1980 era uma das sedes do Zoológico de Curitiba, chegando a possuir animais de grande porte, como leões e até um búfalo branco.  Atualmente sedia o departamento administrativo da entidade e expõe aves e outros animais de pequeno porte, como cobras.
Também foi a primeira sede do Museu Botânico de Curitiba, fundado em 1965 e ali permanecendo até 1975.